# Paul Girard Smith
Pour les articles homonymes, voir Paul Smith et Smith.
Paul Girard Smith est un scénariste, acteur et réalisateur américain né le 14 septembre 1894 à Omaha, Nebraska (États-Unis), décédé le 4 avril 1968 à San Diego (États-Unis).

## Filmographie partielle

### Comme scénariste
- 1926 : They're Coming to Get Me
- 1926 : The Son of the Sheik
- 1926 : Le Dernier Round (Battling Butler)
- 1928 : Dressed to Kill
- 1928 : En vitesse (Speedy) de Ted Wilde
- 1928 : In Old Arizona
- 1929 : Sound Your 'A'
- 1929 : Waltzing Around
- 1929 : Quel phénomène ! (Welcome Danger)
- 1930 : Dangerous Nan McGrew
- 1930 : America or Bust
- 1930 : À la hauteur (Feet First) de Clyde Bruckman
- 1930 : Compliments of the Season
- 1930 : The Gob
- 1931 : Help Wanted, Female
- 1931 : Girls Will Be Boys
- 1931 : Seein' Injuns
- 1931 : Buster millionnaire (Sidewalks of New York) de Jules White et Zion Myers
- 1933 : Bone Crushers
- 1933 : L'Irrésistible (Son of a Sailor)
- 1934 : Harold Teen (en) de  Murray Roth
- 1934 : Le Cirque en folie (en) (The Circus Clown) de Ray Enright
- 1934 : Une riche affaire (It's a Gift)
- 1934 : One Hour Late
- 1935 : La Dernière Rumba (Rumba)
- 1935 : Hold 'Em Yale
- 1935 : Welcome Home de James Tinling
- 1935 : It's a Great Life
- 1936 : F-Man
- 1937 : Candidat à la prison (Jail Bait) (court métrage)
- 1937 : Dito (Ditto) (court métrage)
- 1937 : La Roulotte d'amour (Love Nest on Wheels)
- 1937 : Turn Off the Moon
- 1937 : Romance burlesque (Thrill of a Lifetime)
- 1938 : The Higgins Family
- 1940 : Tengo fe en tí
- 1940 : I Can't Give You Anything But Love, Baby
- 1940 : La Conga Nights
- 1940 : The Boys from Syracuse
- 1941 : Hurry, Charlie, Hurry, de Charles E. Roberts
- 1941 : San Antonio Rose
- 1941 : Hello, Sucker
- 1941 : Tanks a Million
- 1941 : Sing Another Chorus (en)
- 1941 : Niagara Falls
- 1941 : Jimmy s'en va-t-en guerre (You're in the Army Now) de Lewis Seiler
- 1941 : Steel Against the Sky
- 1942 : Give Out, Sisters
- 1942 : Here We Go Again
- 1943 : Heavenly Music
- 1943 : My Tomato
- 1944 : Hi, Good Lookin'!
- 1944 : Invitation à la danse (film, 1944) (Lady, Let's Dance)
- 1944 : Oh, What a Night
- 1944 : Moonlight and Cactus (en)
- 1945 : Suzy des bas-fonds (Sunbonnet Sue) de Ralph Murphy
- 1947 : It's a Joke, Son!
- 1947 : Untamed Fury

### comme acteur
- 1930 : À la hauteur (Feet First) de Clyde Bruckman : Passager avec le mal de mer
- 1932 : Chili and Chills : Narrator (voix)
- 1933 : Knockout Kisses
- 1937 : This Way Please : Dance Instructor

### comme réalisateur
- 1940 : Margie
- 1940 : Sandy Gets Her Man